# Plectiscidea melanostoma
Plectiscidea melanostoma là một loài tò vò trong họ Ichneumonidae.